# Lonchocarpus hondurensis
Lonchocarpus hondurensis är en ärtväxtart som beskrevs av George Bentham. Lonchocarpus hondurensis ingår i släktet Lonchocarpus och familjen ärtväxter. Inga underarter finns listade i Catalogue of Life.